# Kosco Peak
Der Kosco Peak ist ein 1650 m hoher, markanter und felsiger Berg im westantarktischen Ellsworthland. In der Heritage Range des Ellsworthgebirges ragt er zwischen dem Drake-Eisfall und dem Hyde-Gletscher in den Edson Hills auf. 
Der United States Geological Survey kartierte ihn anhand eigener Vermessungen und Luftaufnahmen der United States Navy aus den Jahren von 1961 bis 1966. Das Advisory Committee on Antarctic Names benannte ihn nach dem Topographieingenieur William J. Kosco, der von 1952 bis 1983 für den United States Geological Survey tätig war und dabei von 1975 bis 1983 die Abteilung für Polarforschungsprogramme einschließlich der Erstellung von Landkarten über Antarktika geleitet hatte.